# Kempton Park Golf Club
De Kempton Park Golf Club is een golfclub in Kempton Park, Zuid-Afrika. De club is opgericht in 1965 en heeft een 18-holes golfbaan met een par van 72.
Golfbaanarchitecten Robert Grimsdell en William Kerr ontwierpen de golfbaan en beplanten de fairways met kikuyugras, een tropische grassoort, en de greens met struisgras.

## Golftoernooien
- South African Pro-Am Invitational: 2006